# 호풍
호풍(胡楓, 1931년~) 은 홍콩의 영화 배우이자 영화 감독이다.